# Harpesaurus
Harpesaurus é um gênero de lagartos da família Agamidae. O gênero é endêmico da Indonésia. Existem 30 espécies de agamídeos que nunca foram vistas desde que foram descritas pela primeira vez e 19 espécies conhecidas apenas de um único espécime.

## Área geográfica
Espécies do gênero Harpesaurus são encontradas em algumas ilhas da Indonésia.

## Habitat
O habitat natural dos lagartos do gênero Harpesaurus são florestas.

## Species
Cinco espécies são reconhecidas como válidas.
- Harpesaurus beccarii Doria, 1888
- Harpesaurus borneensis (Mertens, 1924)
- Harpesaurus ensicauda F. Werner, 1913
- Harpesaurus modiglianii Vinciguerra, 1933[6]
- Harpesaurus tricinctus (A.H.A. Duméril  in A.M.C. Duméril & A.H.A. Duméril, 1851)

A espécie anteriormente conhecida como H. thescelorhinos King, 1978 é sinônimo de H. borneensis.
A espécie de Sumatra H. modiglianii era anteriormente conhecida apenas no espécime tipo, coletado em 1891, mas foi encontrada novamente em 2018  depois de desaparecido por 133 anos.
Nota bene: Uma autoridade binomial entre parênteses indica que a espécie foi originalmente descrita em um gênero diferente do Harpesaurus.